# Мур, Марк
Марк Мур (англ. Mark Moore; 28 сентября 1961 года, Ринтельн) — английский лыжник, участник зимних Олимпийских игр 1984 года.

## Карьера и биография
В составе сборной Великобритании принял участие в зимних Олимпийских играх в Сараево. В гонке на 15 км стал 57-м из 83-х финишировавших участников, в гонке на 30 км занял 50-е место среди 69-ти лыжников и  стал лучшим англичанином, в гонке на 50 км показал 44-й результат, а в эстафете 4×10 км вместе с Эндрю Роулином, Майком Диксоном и Джоном Спутсвудом стал 13-м.
Марк Мур — сын Джона Мура — известного английского лыжника и биатлониста, который принимал участие в трёх зимних Олимпийских играх (1956, 1960, 1964) и нёс флаг Великобритании на церемонии открытия зимних Олимпийских игр в Скво-Вэлли.  Дедушка Марка — Джордж Мур — участник летних Олимпийских игр 1948 года в фехтовании.
Как и отец, служил в британской армии, дослужился до звания лейтенанта.

### Участие в Олимпийских играх
| Год  | Место проведения | 15 км | 30 км | 50 км | Эст 4х10 км |
| 1984 | Сараево          | 58    | 50    | 44    | 14          |